# Avenida St. Lawrence (línea Pelham)
Avenida St. Lawrence es una estación en la línea Pelham del Metro de Nueva York de la División A del Interborough Rapid Transit Company. La estación se encuentra localizada en el barrio Parkchester, Bronx y entre la Avenida St. Lawrence y la Avenida Westchester. La estación es servida en varios horarios por diferentes trenes del servicio .